# Agersø Kommune
Agersø Kommune var en kommune i Vester Flakkebjerg Herred i Sorø Amt.

## Administrativ historik
Kommunen blev dannet efter en deling af Omø-Agersø Kommune i 1859, og eksistrende frem til kommunalreformen i 1966, hvor denne blev underlagt Skælskør Kommune.

## Geografi
Kommunen bestod primært af øen Agersø på 7,27 km². Øen Egholm på 1,38 km², der i dag er landfast med Agersø, var ligeledes en del af kommunen.

## Reference
1. ↑  Kongeriget Danmark / 3. Udgave 2. Bind : Frederiksborg, Kjøbenhavns, Holbæk, Sorø og Præstø Amter / 726, J.P. Trap (1898-1906).